# Карето-Селва (Бјела)
Карето-Селва је насеље у Италији у округу Бијела, региону Пијемонт.
Према процени из 2011. у насељу је живело 69 становника. Насеље се налази на надморској висини од 416 м.